# Arrondissement Sedan
Sedan is een arrondissement van het Franse departement Ardennes in de regio Grand Est. De onderprefectuur is Sedan.

## Kantons
Het arrondissement is tegenwoordig samengesteld uit de volgende kantons:
- Kanton Carignan
- Kanton Sedan-1
- Kanton Sedan-2
- Kanton Sedan-3
- Kanton Vouziers (12 van de 51 gemeenten)

## Geschiedenis
Het arrondissement was tot maart 2015 samengesteld uit de volgende kantons:
- Kanton Carignan
- Kanton Mouzon
- Kanton Raucourt-et-Flaba
- Kanton Sedan-Est
- Kanton Sedan-Nord
- Kanton Sedan-Ouest